# Ozaki Yuji (1985)
Yuji Ozaki (sinh ngày 29 tháng 9 năm 1985) là một cầu thủ bóng đá người Nhật Bản.

## Sự nghiệp câu lạc bộ
Yuji Ozaki đã từng chơi cho Fagiano Okayama.